# One Night of Sin
One Night of Sin es el duodécimo álbum de estudio del músico británico Joe Cocker, publicado por la compañía discográfica Capitol Records en junio de 1989. El álbum incluyó el sencillo «When the Night Comes», el último top 40 de Cocker en los Estados Unidos, al alcanzar el puesto once en la lista Billboard Hot 100 y el seis en Hot Mainstream Rock Tracks. A pesar de obtener un resultado comercial moderado en los Estados Unidos, One Night of Sin logró un mayor éxito en países europeos como Austria y Suiza, donde se alzó hasta la primera posición de la lista de discos más vendidos.

## Lista de canciones
1. "When the Night Comes" (Bryan Adams, Jim Vallance, Diane Warren) – 5:20
2. "I Will Live for You" (Stephen Allen Davis) – 4:11
3. "Got to Use My Imagination" (Gerry Goffin, Barry Goldberg) – 4:24
4. "Letting Go" (Charlie Midnight, Jimmy Scott) – 4:11
5. "Just to Keep from Drowning" (Marshall Chapman, Davis) – 4:39
6. "Unforgiven" (Tim Hardin, Ken Lauber) – 3:28 – CD bonus track
7. "Another Mind Gone" (Joe Cocker, Jeff Levine, Chris Stainton) – 4:44
8. "Fever" (Eddie Cooley, Otis Blackwell, John Davenport) – 3:37
9. "You Know it's Gonna Hurt" (Rick Boston, Nick Gilder) – 3:59
10. "Bad Bad Sign" (Dan Hartman, Midnight) – 4:09
11. "I'm Your Man" (Leonard Cohen) – 3:52
12. "One Night of Sin" (Dave Bartholomew, Pearl King, Anita Steiman) – 3:14

## Personal
Músicos
| - Joe Cocker: voz. - Bryan Adams: guitarra rítmica. - Phil Grande: guitarra. - Aldo Nova: guitarra principal en "When the Night Comes" - Jeff Pevar: guitarra y guitarra slide - T.M. Stevens: bajo. - Jeff Levine: piano, órgano, sintetizador y percusión. - Chris Stainton: piano, órgano y sintetizador. - Crispin Cioe: saxofón. - Mario Cruz: saxofón. - Deric Dyer: saxofón. - Frank Elmo: saxofón. - Robert Funk: saxofón alto, trombón. | - Arno Hecht: saxofón. - Mark Pender: saxofón alto y trompeta. - Lenny Pickett: saxofón. - Richie La Bamba: trombón. - Hollywood Paul Litteral: trompeta. - David Beal: batería y percusión. - Bashiri Johnson: percusión. - Tawatha Agee: coros. - Curtis King: coros. - Vaneese Thomas: coros. - Charlie Midnight: coros. |

## Posición en listas
| País           | Lista                 | Posición |
| -------------- | --------------------- | -------- |
| Alemania       | Media Control Charts  | 2        |
| Austria        | Austrian Albums Chart | 1        |
| Estados Unidos | Billboard 200         | 52       |
| Noruega        | VG-lista Albums Chart | 4        |
| Nueva Zelanda  | Recorded Music NZ     | 20       |
| Países Bajos   | Dutch Top 40          | 15       |
| Suecia         | Swedish Albums Chart  | 21       |
| Suiza          | Swiss Albums Chart    | 1        |

| Sencillo               | País           | Lista                     | Posición |
| ---------------------- | -------------- | ------------------------- | -------- |
| «When The Night Comes» | Estados Unidos | Mainstream Rock Tracks    | 6        |
| «When The Night Comes» | Estados Unidos | Billboard Hot 100         | 11       |
| «When The Night Comes» | Estados Unidos | Adult Contemporary Tracks | 12       |

## Certificaciones
| País     | Organismo certificador | Certificación | Ventas certificadas | Ref.   |
| -------- | ---------------------- | ------------- | ------------------- | ------ |
| Alemania | BVMI                   | Oro           | 250 000             | [ 12 ] |
| Canadá   | CRIA                   | Oro           | 50 000              | [ 13 ] |
| Suiza    | IFPI                   | Platino       | 50 000              | [ 14 ] |